# 1914년
1914년은 목요일로 시작하는 평년이다.

## 연호
- 중화민국(中華民國) 민국(民國) 3년
- 일본(日本) 다이쇼(大正) 3년
- 응우옌 왕조(阮朝) 주이떤(維新) 8년

## 기년
- 응우옌 왕조(阮朝) 유신제(維新帝) 8년

## 사건
- 1월 11일 - 호남선 철도가 완공되었다.
- 1월 17일 - 단성사가 건립되었다.
- 2월 15일 - 의병장 임병찬이 피검되었다.
- 4월 1일 - 조선의 행정구역이 개편되어 12부 220군이 되었다.
- 4월 5일 - 관부연락선 신라마루 호 (新羅丸)가 취항하였다.
- 4월 13일 - 주시경의 《말의 소리》가 간행되었다.
- 4월 25일 - 일제강점기: 토지대장규칙, 하천취체규칙, 항만기타공공사용수면 및 그 부지 취체에 관한 건이 공포되었다.
- 5월 22일 - 일제강점기: 농공은행령, 지방금융조합령이 공포되었다.
- 6월 10일 - 박용만이 하와이에서 대조선국민군단을 조직하였다.
- 6월 28일 - 사라예보 사건. - 오스트리아-헝가리 황태자 프란츠 페르디난트 부부 저격.
- 7월 13일 - 선린상업학교의 한국인 학생이 일본인 학생과 충돌하여 전원 동맹휴교 및 자퇴원서를 제출하였다.
- 7월 28일 - 오스트리아-헝가리가 세르비아에 선전 포고.
- 8월 1일 - 독일 제국, 러시아 제국에 선전 포고.
- 8월 3일 - 독일 제국, 프랑스에 선전 포고.
- 미국, 제1차 세계 대전에 중립 선언.
- 8월 4일 - 제1차 세계대전 : 영국, 독일 제국에 선전 포고.
- 8월 11일 - 제1차 세계 대전 : 프랑스, 오헝제국에 선전 포고.
- 8월 16일 - 경원선 철도가 완공되었다.
- 8월 23일 - 제1차 세계 대전 : 일본 제국, 독일 제국에 선전 포고.
- 8월 25일 - 일제의 대독일 선전 포고로 인해 서울의 독일 영사관이 폐쇄되었다.
- 8월 26일 - 제1차 세계 대전 : 독일 제국과 러시아 제국, 타넨베르크 전투 개시.
- 8월 30일 - 제1차 세계 대전 : 독일 제국 공군기, 파리에 폭탄 투하 (세계 최초의 공습).
- 9월 - 러시아가 일본의 요구로 블라디보스토크의 한국인을 추방하고 권업회 등의 독립단체도 해산시켰다.
- 9월 1일 - 조선은행이 100원권 지폐를 발행하였다.
- 9월 3일 - 교황 베네딕토 15세, 258대 로마 교황 취임.
- 10월 10일 - 조선호텔이 개업하였다.
- 11월 2일 - 제1차 세계 대전: 러시아 제국이 오스만 제국에 전쟁을 선포하다.
- 11월 5일 - 영국이 키프로스를 합병하면서 프랑스와 함께 오스만 제국에 전쟁을 선포하다.
- 12월 1일 - 청진-블라디보스토크 간 직통 통신선이 개통되었다.

## 문화
- 8월 15일 - 파나마 운하 개통.
- 8월 16일 - 경원선 전 구간(용산-원산) 개통.
- 10월 17일 - 전라선 개통.
- 10월 18일 - 독일 프랑크 푸르트 대학교 설립.

## 탄생

### 1월
- 1월 19일
  - 대한민국의 시인 김광균. (~1993년)
  - 대한민국의 대중가요 가수 겸 작사가 백년설. (~1980년)
- 1월 28일 - 대한민국의 정치인 이대우. (~2003년)

### 2월
- 2월 7일 - 대한민국의 정치인 이호. (~1997년)
- 2월 20일 - 대한민국의 작곡가, 교육자, 언론인 김연준. (~2008년)
- 2월 21일 - 대한민국의 화가 박수근. (~1965년)

### 3월
- 3월 1일 - 미국의 작가 랠프 엘리슨. (~1994년)
- 3월 25일 - 미국의 농학자, 식물병리학자 노먼 볼로그. (~2009년)
- 3월 28일 - 체코의 작가 보후밀 흐라발 . (~1997년)

### 4월
- 4월 2일
  - 덴마크의 가구 디자이너 한스 웨그너. (~2007년)
  - 잉글랜드의 배우 앨릭 기니스. (~2000년)
- 4월 4일 - 프랑스의 작가, 영화 감독 마르그리트 뒤라스. (~1996년)
- 4월 9일 - 조선민주주의인민공화국의 배우 김선영. (~1995년)
- 4월 22일 - 제2차 세계 대전 당시 독일 제국의 군인 미하엘 비트만. (~1944년)
- 4월 30일 - 브라질의 가수, 작곡가 도리바우 카이미. (~2008년)

### 5월
- 5월 13일 - 미국의 컨트리 음악 싱어송라이터 겸 기타 연주자 조니 라이트. (~2011년)
- 5월 17일 - 대한민국의 아동문학가 김영일. (~1984년)
- 5월 21일 - 프랑스의 소설가 로맹 가리. (~1980년)
- 5월 29일 - 네팔인 셰르파족 산악인 텐징 노르가이. (~1986년)

### 6월
- 6월 3일 - 영국의 군인 윌리엄 베일. (~1981년)
- 6월 12일 - 일본의 바둑 기사 오청원. (~2014년)
- 6월 15일 - 구소련의 정치인 유리 안드로포프. (~1984년)
- 6월 27일 - 영국의 작가 로버트 에이크먼. (~1981년)
- 6월 28일 - 오스트리아의 의사, 친위대 대위 아리베르트 하임. (~1992년)

### 7월
- 7월 6일 - 브라질의 축구 선수 오투 붐베우. (~1998년)
- 7월 10일 - 캐나다계 미국의 일러스트레이터, 슈퍼맨의 공동작가 조 슈스터. (~1992년)
- 7월 23일 - 노르웨이의 작가 알프 프뢰위센. (~1970년)
- 7월 31일 - 이탈리아의 영화감독 마리오 바바. (~1980년)

### 8월
- 8월 3일 - 대한민국의 대중음악 작곡가 이봉룡. (~1987년)
- 8월 9일 - 핀란드의 화가, 소설가 토베 얀손. (~2001년)
- 8월 10일 - 대한민국의 변호사, 사회운동가 이태영. (~1998년)
- 8월 24일 - 대한민국의 공무원, 정치가 이병무. (~?)
- 8월 31일 - 미국의 영화배우 리차드 베이스하트. (~1984년)

### 9월
- 9월 17일
  - 북한의 정치인 최덕신. (~1989년)
  - 일본의 정치인 가네마루 신. (~1996년)
- 9월 21일 - 일본의 축구 선수 마쓰나가 아키라. (~1943년)
- 9월 25일 - 미국의 야구 선수 조 디마지오. (~1999년)

### 10월
- 10월 10일
  - 대한민국의 승려 서경보. (~1996년)
  - 미국의 가수, 작곡가, 피아니스트 아이보리 조 헌터. (~1974년)
- 10월 15일 - 아프가니스탄의 군주 무함마드 자히르 샤. (~2007년)
- 10월 21일 - 미국의 놀이 수학자 마틴 가드너. (~2010년)
- 10월 27일 - 튀르키예의 레슬링 선수 아흐메트 키레치. (~1978년)
- 10월 28일 - 미국의 의학자, 바이러스 연구가 조너스 소크. (~1995년)

### 11월
- 11월 8일 - 대한민국의 정치인 김윤식. (~1994년)
- 11월 9일 - 오스트리아 출신의 미국 배우이자 발명가 헤디 라마르. (~2000년)
- 11월 11일 - 미국의 언어학자 유진 니다.
- 11월 14일 - 대한민국의 정치인 엄대섭. (~1996년)
- 11월 20일 - 대한민국의 농구 선수, 정치인 윤택선. (~1998년)
- 11월 21일 - 이라크의 정치인 압둘카림 카심. (~1963년)
- 11월 23일 - 미국의 배우 조지 던. (~1982년

### 12월
- 12월 2일 - 미국의 경제학자 마틴 브론펜브레너. (~1997년)
- 12월 11일 - 대한제국 의친왕의 차남(次男)인 이우의 부인, 교육인 박찬주. (~1995년)
- 12월 12일 - 영국의 소설가, 번역가 패트릭 오브라이언. (~2000년)

### 미상
- 대한민국의 정치인. 제2·4대 국회의원 조정훈. (~1987년)

## 사망

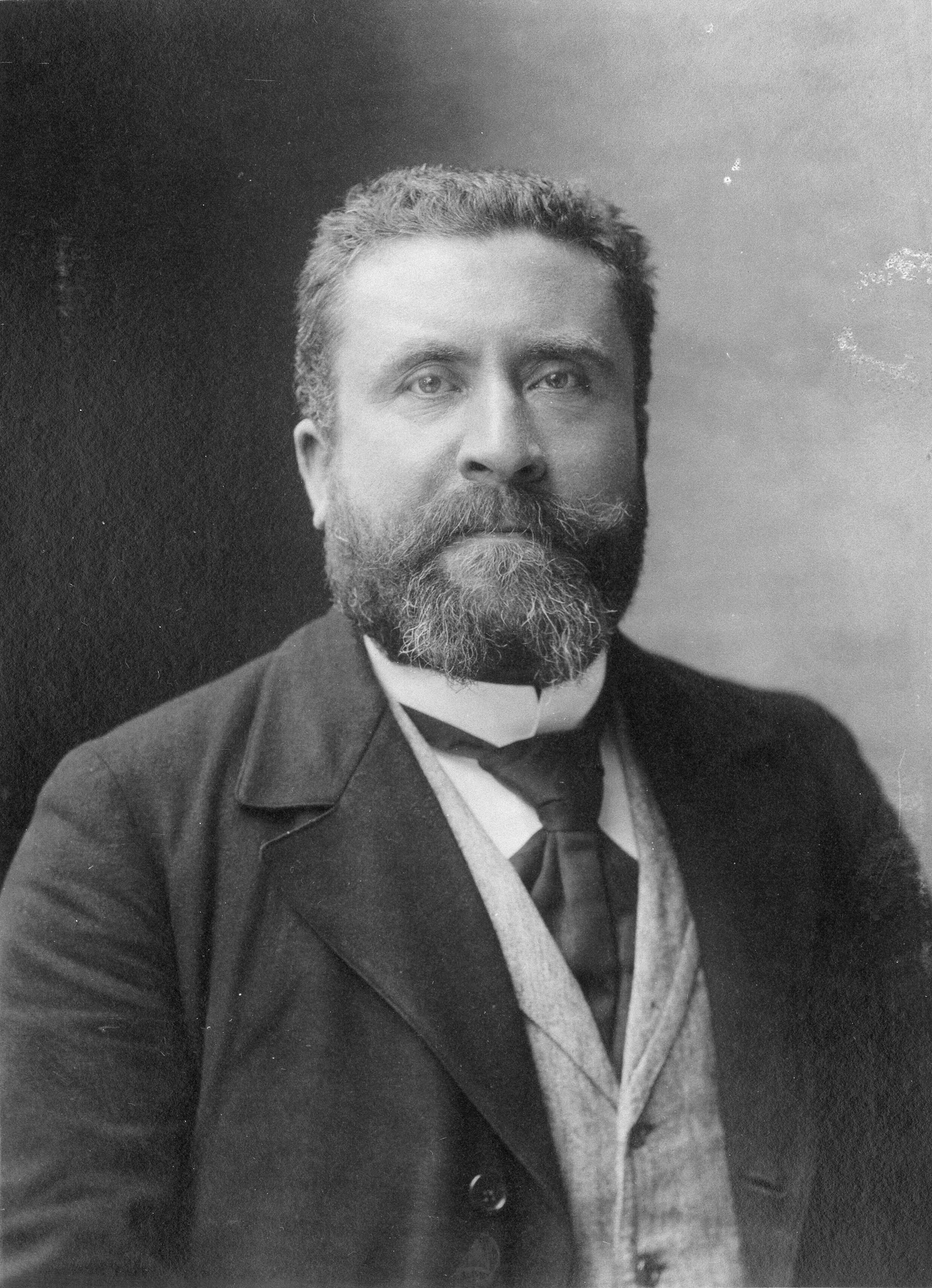
장 조레스

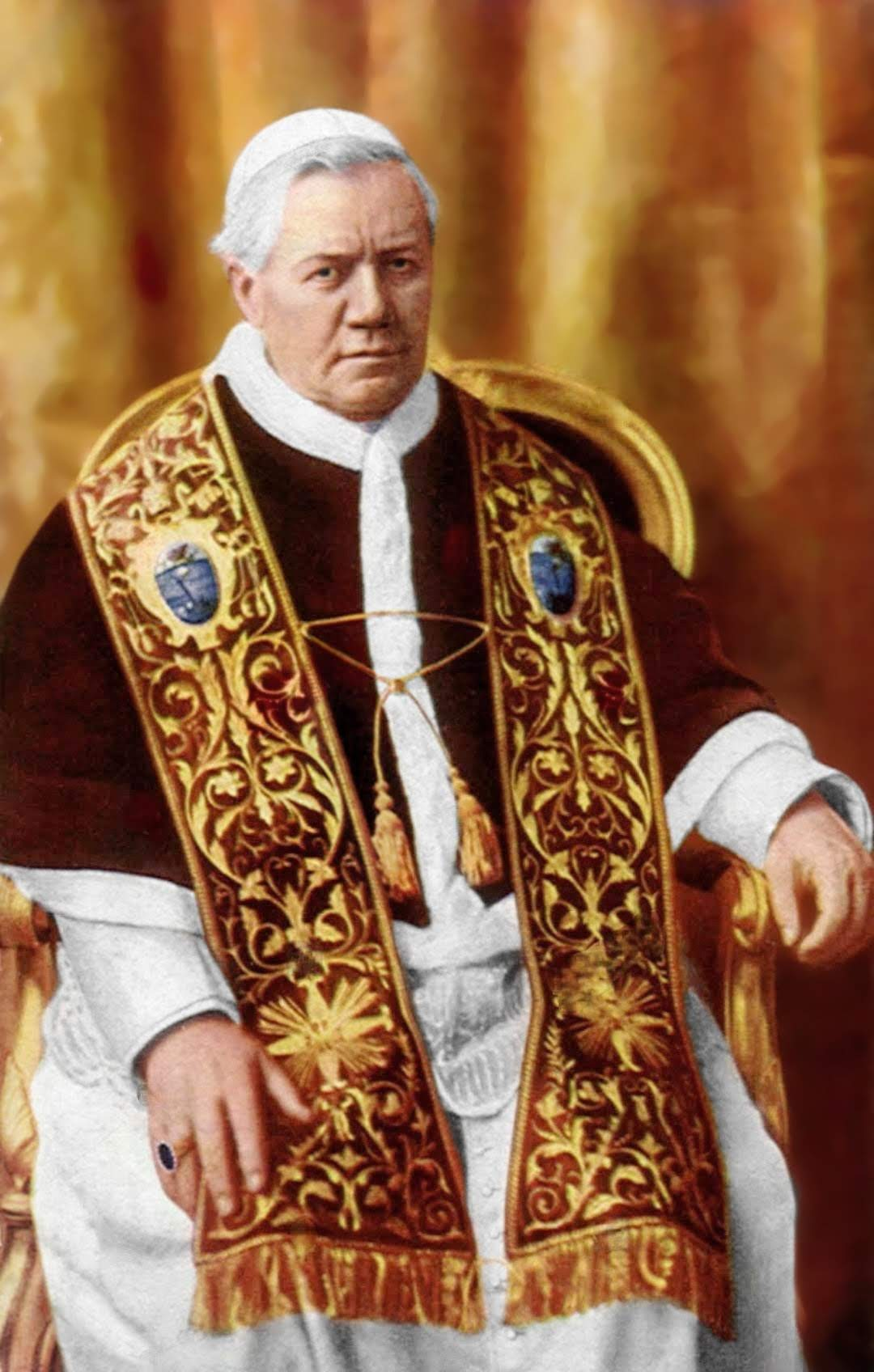
비오 10세

- 7월 27일 - 대한제국의 독립운동가이자 국어학자 주시경. (1876년~)
- 7월 31일 - 프랑스의 사회주의자, 정치인 장 조레스. (1859년~)
- 8월 20일 - 제257대의 교황 교황 비오 10세. (1835년~)
- 9월 30일 - 대한제국의 외교관 유길준. (1856년~)
- 11월 7일 - 대한제국의 의병장 김도현. (1852년~)

## 노벨상
- 물리학상 - 막스 폰 라우에
- 화학상 -
- 생리학·의학상 -
- 평화상 -
- 문학상 -

## 달력
| 1월 |    |    |    |    |    |    |
| 일  | 월 | 화 | 수 | 목 | 금 | 토 |
|     |    |    |    | 1  | 2  | 3  |
| 4   | 5  | 6  | 7  | 8  | 9  | 10 |
| 11  | 12 | 13 | 14 | 15 | 16 | 17 |
| 18  | 19 | 20 | 21 | 22 | 23 | 24 |
| 25  | 26 | 27 | 28 | 29 | 30 | 31 |

| 2월 |    |    |    |    |    |    |
| 일  | 월 | 화 | 수 | 목 | 금 | 토 |
| 1   | 2  | 3  | 4  | 5  | 6  | 7  |
| 8   | 9  | 10 | 11 | 12 | 13 | 14 |
| 15  | 16 | 17 | 18 | 19 | 20 | 21 |
| 22  | 23 | 24 | 25 | 26 | 27 | 28 |

| 3월 |    |    |    |    |    |    |
| 일  | 월 | 화 | 수 | 목 | 금 | 토 |
| 1   | 2  | 3  | 4  | 5  | 6  | 7  |
| 8   | 9  | 10 | 11 | 12 | 13 | 14 |
| 15  | 16 | 17 | 18 | 19 | 20 | 21 |
| 22  | 23 | 24 | 25 | 26 | 27 | 28 |
| 29  | 30 | 31 |    |    |    |    |

| 4월 |    |    |    |    |    |    |
| 일  | 월 | 화 | 수 | 목 | 금 | 토 |
|     |    |    | 1  | 2  | 3  | 4  |
| 5   | 6  | 7  | 8  | 9  | 10 | 11 |
| 12  | 13 | 14 | 15 | 16 | 17 | 18 |
| 19  | 20 | 21 | 22 | 23 | 24 | 25 |
| 26  | 27 | 28 | 29 | 30 |    |    |

| 5월 |    |    |    |    |    |    |
| 일  | 월 | 화 | 수 | 목 | 금 | 토 |
|     |    |    |    |    | 1  | 2  |
| 3   | 4  | 5  | 6  | 7  | 8  | 9  |
| 10  | 11 | 12 | 13 | 14 | 15 | 16 |
| 17  | 18 | 19 | 20 | 21 | 22 | 23 |
| 24  | 25 | 26 | 27 | 28 | 29 | 30 |
| 31  |    |    |    |    |    |    |

| 6월 |    |    |    |    |    |    |
| 일  | 월 | 화 | 수 | 목 | 금 | 토 |
|     | 1  | 2  | 3  | 4  | 5  | 6  |
| 7   | 8  | 9  | 10 | 11 | 12 | 13 |
| 14  | 15 | 16 | 17 | 18 | 19 | 20 |
| 21  | 22 | 23 | 24 | 25 | 26 | 27 |
| 28  | 29 | 30 |    |    |    |    |

| 7월 |    |    |    |    |    |    |
| 일  | 월 | 화 | 수 | 목 | 금 | 토 |
|     |    |    | 1  | 2  | 3  | 4  |
| 5   | 6  | 7  | 8  | 9  | 10 | 11 |
| 12  | 13 | 14 | 15 | 16 | 17 | 18 |
| 19  | 20 | 21 | 22 | 23 | 24 | 25 |
| 26  | 27 | 28 | 29 | 30 | 31 |    |

| 8월 |    |    |    |    |    |    |
| 일  | 월 | 화 | 수 | 목 | 금 | 토 |
|     |    |    |    |    |    | 1  |
| 2   | 3  | 4  | 5  | 6  | 7  | 8  |
| 9   | 10 | 11 | 12 | 13 | 14 | 15 |
| 16  | 17 | 18 | 19 | 20 | 21 | 22 |
| 23  | 24 | 25 | 26 | 27 | 28 | 29 |
| 30  | 31 |    |    |    |    |    |

| 9월 |    |    |    |    |    |    |
| 일  | 월 | 화 | 수 | 목 | 금 | 토 |
|     |    | 1  | 2  | 3  | 4  | 5  |
| 6   | 7  | 8  | 9  | 10 | 11 | 12 |
| 13  | 14 | 15 | 16 | 17 | 18 | 19 |
| 20  | 21 | 22 | 23 | 24 | 25 | 26 |
| 27  | 28 | 29 | 30 |    |    |    |

| 10월 |    |    |    |    |    |    |
| 일   | 월 | 화 | 수 | 목 | 금 | 토 |
|      |    |    |    | 1  | 2  | 3  |
| 4    | 5  | 6  | 7  | 8  | 9  | 10 |
| 11   | 12 | 13 | 14 | 15 | 16 | 17 |
| 18   | 19 | 20 | 21 | 22 | 23 | 24 |
| 25   | 26 | 27 | 28 | 29 | 30 | 31 |

| 11월 |    |    |    |    |    |    |
| 일   | 월 | 화 | 수 | 목 | 금 | 토 |
| 1    | 2  | 3  | 4  | 5  | 6  | 7  |
| 8    | 9  | 10 | 11 | 12 | 13 | 14 |
| 15   | 16 | 17 | 18 | 19 | 20 | 21 |
| 22   | 23 | 24 | 25 | 26 | 27 | 28 |
| 29   | 30 |    |    |    |    |    |

| 12월 |    |    |    |    |    |    |
| 일   | 월 | 화 | 수 | 목 | 금 | 토 |
|      |    | 1  | 2  | 3  | 4  | 5  |
| 6    | 7  | 8  | 9  | 10 | 11 | 12 |
| 13   | 14 | 15 | 16 | 17 | 18 | 19 |
| 20   | 21 | 22 | 23 | 24 | 25 | 26 |
| 27   | 28 | 29 | 30 | 31 |    |    |

### 음양력 대조 일람
| 음력월 | 월건 | 대소 | 음력 1일의 양력 월일 | 음력 1일 간지 |
| ------ | ---- | ---- | -------------------- | ------------- |
| 1월    | 병인 | 대   | 1월 26일             | 임자          |
| 2월    | 정묘 | 대   | 2월 25일             | 임오          |
| 3월    | 무진 | 소   | 3월 27일             | 임자          |
| 4월    | 기사 | 대   | 4월 25일             | 신사          |
| 5월    | 경오 | 대   | 5월 25일             | 신해          |
| 윤5월  |      | 소   | 6월 24일             | 신사          |
| 6월    | 신미 | 소   | 7월 23일             | 경술          |
| 7월    | 임신 | 대   | 8월 21일             | 기묘          |
| 8월    | 계유 | 소   | 9월 20일             | 기유          |
| 9월    | 갑술 | 대   | 10월 19일            | 무인          |
| 10월   | 을해 | 소   | 11월 18일            | 무신          |
| 11월   | 병자 | 소   | 12월 17일            | 정축          |
| 12월   | 정축 | 대   | 1915년 1월 15일      | 병오          |